# Gilles de Rais
Gilles Montmorency-Laval, barun de Rais (1405.? - Nantes, 26. listopada 1440.), francuski velikaš, vojni zapovjednik i pratilac Ivane Orleanske. Pogubljen zbog ubojstva djece i optužbi za vračanje i sotonizam.